# Abelisauridae
Abelisauridae ("khủng long Abel") là một họ (hay nhánh) khủng long theropoda ceratosauria. Abelisauridae phát triển mạnh vào thời kỳ kỷ Creta, ở miền nam siêu lục địa Gondwana cổ đại, và ngày nay hóa thạch của chúng được khai quật ở châu Phi và Nam Mỹ hiện đại, cũng như tiểu lục địa Ấn Độ và đảo Madagascar. Abelisauridae xuất hiện lần đầu vào Trung Jura, và có ít nhất một loài (Majungasaurus crenatissimus) sống sót tới tận cuối Đại Trung Sinh (66 triệu năm trước).
Giống hầu hết Theropoda, Abelisauridae là động vật ăn thịt hai chân. Ở nhiều loài Abelisauridae, như Carnotaurus, chi trước bị thoái hóa, hộp sọ nhỏ hơn và mào xương mọc trên mắt. Hầu hết Abelisauridae dài từ mõm đến mút đuôi khoảng từ 5 tới 9 m (17 tới 30 ft). Trước khi được nghiên cứu kỹ càng, các mẫu hóa thạch Abelisauridae rời rạc thường bị cho là một Tyrannosauridae Nam Mỹ nào đó.